# Vicente Lecaro
Jorge Vicente Lecaro Coronel (Guayaquil, Guayas, 8 de junio de 1936 - 23 de agosto de 2023) fue un futbolista ecuatoriano que jugaba como defensa.

## Trayectoria
Fue fichado por el Barcelona Sporting Club el 19 de junio de 1954. Su debut oficial en el Campeonato Ecuatoriano fue el 27 de junio de 1957 en el estadio George Capwell en una victoria 3-1 sobre el 9 de Octubre Fútbol Club. Con el Barcelona ganó cuatro veces el Campeonato Ecuatoriano (1960, 1963, 1966 y 1970) y cuatro veces el Campeonato de Guayaquil (1961, 1963, 1965 y 1967), también formó parte de la mítica cortina de hierro junto a Luciano Macías, Alfonso Quijano, Jair Simplicio de Souza y Miguel Bustamante en la década de los sesenta. Durante su tiempo en el Barcelona, disputó un total de 336 partidos.
En 1962 pasó al Club Sport Emelec donde ganó el Campeonato de Guayaquil de ese año. Allí formó parte de la más grande victoria de los azules 7-2 ante la Universidad Católica de Chile por la Copa Libertadores de 1962.
Para los años 1963-1971 vuelve a Barcelona, y formó parte de La Hazaña de La Plata, la cual fue una victoria de visitante 0-1 ante Estudiantes de La Plata por la Copa Libertadores de 1971.
En la temporada 1972, se trasladó a los Miami Toros de la North American Soccer League en los Estados Unidos, donde puso fin a su carrera como futbolista.

## Selección nacional
Disputó nueve partidos con la selección ecuatoriana, participando en las eliminatorias para los mundiales de Chile 1962, Inglaterra 1966 y México 1970. Además, integró el plantel que compitió en las ediciones del Campeonato Sudamericano de 1959, 1963 y 1967.

## Clubes
| Club        | País           | Año       |
| ----------- | -------------- | --------- |
| Barcelona   | Ecuador        | 1954-1961 |
| Emelec      | Ecuador        | 1962      |
| Barcelona   | Ecuador        | 1963-1971 |
| Miami Toros | Estados Unidos | 1972      |

## Palmarés

### Campeonatos locales
| Título                  | Club      | País    | Año  |
| ----------------------- | --------- | ------- | ---- |
| Campeonato de Guayaquil | Barcelona | Ecuador | 1961 |
| Campeonato de Guayaquil | Barcelona | Ecuador | 1963 |
| Campeonato de Guayaquil | Barcelona | Ecuador | 1965 |
| Campeonato de Guayaquil | Barcelona | Ecuador | 1967 |
| Campeonato de Guayaquil | Emelec    | Ecuador | 1962 |

### Campeonatos nacionales
| Título             | Club      | País    | Año  |
| ------------------ | --------- | ------- | ---- |
| Serie A de Ecuador | Barcelona | Ecuador | 1960 |
| Serie A de Ecuador | Barcelona | Ecuador | 1963 |
| Serie A de Ecuador | Barcelona | Ecuador | 1966 |
| Serie A de Ecuador | Barcelona | Ecuador | 1970 |